# Cav2.1
Cav2.1, también llamado canal de calcio dependiente de voltaje P/Q, es una proteína de membrana que funciona como canal de calcio ubicado principalmente en células del cerebro. Específicamente, se encuentra en las terminales presinápticas de neuronas en el cerebro y cerebelo. El canal Cav2.1 juega un papel importante en el control de la liberación de neurotransmisores entre dos neuronas consecutivas.
El canal se compone de múltiples subunidades, incluidas las subunidades alfa-1, beta, alfa-2/delta y gamma. La subunidad alfa-1 es la subunidad formadora de poros, a través del cual fulyen los iones de calcio. Existen diferentes tipos de canales de calcio con diferentes isoformas (versiones) de la subunidad alfa-1. Cav2.1 tiene la subunidad alfa-1A, codificada por el gen CACNA1A. Mutaciones en CACNA1A se ven asociadas con diversos trastornos neurológicos, incluida la migraña hemipléjica familiar, la ataxia episódica tipo 2 y la ataxia espinocerebelosa tipo 6.

## Bioquímica
Existen algunos inhibidores del canal que son moléculas pequeñas, pero todos son no selectivos para el canal Cav2.1. Estos compuestos son productos naturales, fármacos comercializados o compuestos diseñados como inhibidores de canales relacionados que han mostrado cierta actividad sobre el canal Cav2.1. No se han informado inhibidores selectivos de molécula pequeña de Cav2.1 a pesar de su fuerte asociación con síndromes patológicos. Los únicos inhibidores del canal Cav2.1 selectivos disponibles son péptidos como la ω-agatoxina, que se ha empleado para estudios de investigación. Se han generado ratones knockout para Cav2.1 que mueren alrededor del día 25 con un fenotipo atáxico.

## Función
"Los canales de calcio dependientes de voltaje median la entrada de iones de calcio en las células excitables y también están involucrados en una variedad de procesos dependientes de calcio, que incluyen la contracción muscular, la liberación de hormonas o neurotransmisores y la expresión génica. Los canales de calcio son complejos de múltiples subunidades compuestos por subunidades alfa-1, beta, alfa-2/delta y gamma. La actividad del canal está dirigida por la subunidad alfa-1 formadora de poros, mientras que las otras actúan como subunidades auxiliares que regulan esta actividad. Las propiedades distintivas de los tipos de canales de calcio están relacionadas principalmente con la expresión de una variedad de isoformas alfa-1, alfa-1A, B, C, D, E y S. Este gen codifica la subunidad alfa-1A, que es predominantemente expresada en tejido neuronal." 

## Importancia clínica
Cav2.1 es el principal canal responsable de la transmisión sináptica rápida en el sistema nervioso. Mutaciones en el gen CACNA1A están vinculadas a varias patologías, a diferencia de las mutaciones en los genes que codifican a otros miembros de la familia Cav2: Cav2.2 y Cav2.3.
Las mutaciones en el gen CACNA1A están asociadas con múltiples trastornos neurológicos, muchos de los cuales son episódicos, como la migraña hemipléjica familiar, trastornos del movimiento como la ataxia episódica y epilepsia con múltiples tipos de convulsiones.
"Este gen también exhibe una variación polimórfica debido a (CAG)n-repeticiones. Se han encontrado múltiples variantes de transcripción que codifican diferentes isoformas para este gen. En un conjunto de variantes de transcripción, las repeticiones (CAG)n se producen en la UTR 3' y no están asociadas con ninguna enfermedad. Sin embargo, en otro conjunto de variantes, una inserción extiende la región de codificación para incluir las repeticiones (CAG)n que codifican un tramo de poliglutamina . La expansión de las repeticiones (CAG)n de las normales 4-16 a 21-28 en la región codificante está asociada con la ataxia espinocerebelosa 6" 
Se ha demostrado que Cav2.1 interactúa con CACNB4 .